# Heinrich Winkler (General)
Heinrich Winkler (* 5. März 1929 in Leipzig; † 16. Dezember 2019) war ein Generalmajor der Nationalen Volksarmee (NVA) der DDR.

## Leben
Als Sohn eines Maurers absolvierte er nach dem Schulbesuch von 1943 bis 1946 eine kaufmännische Lehre.
Nach dem Zweiten Weltkrieg arbeitete er bis 1948 als Angestellter. 1945 trat er der KPD bei, 1946 wurde er mit der Zwangsvereinigung von SPD und KPD Mitglied der SED. Im August 1948 ging er in Leipzig zur Deutschen Volkspolizei, besuchte die VP-Schule in Döbeln, wurde Mitarbeiter der Polit-Verwaltung der Kasernierten Volkspolizei (KVP). Nach dem Besuch der Politschule Treptow 1955/56 wechselte er zur NVA und nahm bis 1957 am ersten Militärattaché-Lehrgang in Berlin teil. Anschließend ging er 1959 als  Militärattaché nach Ungarn. Von 1959 bis 1960 war er amtierender, dann bis 1965 stellvertretender Leiter der Auslandsabteilung des Ministeriums für Nationale Verteidigung der DDR. Von 1965 bis 1967 absolvierte er die Militärakademie Dresden mit dem Abschluss eines Diplomstaatswissenschaftlers. Von 1967 bis 1971 fungierte er als Stellvertreter des Leiters der Abteilung Internationale Verbindungen des MfNV und von 1971 bis 1990 als Leiter dieser Abteilung (Nachfolger von Oberst Josef Schütz). Im Oktober 1978 wurde er zum Generalmajor ernannt. Am 31. März 1990 wurde er aus der NVA entlassen.

## Auszeichnungen
- Vaterländischer Verdienstorden in Bronze
- Kampforden „Für Verdienste um Volk und Vaterland“ in Gold
- 1984 Orden Roter Stern der Sowjetunion[2]